# 拉克绍尔
拉克绍尔（英語：Raxaul），是印度比哈尔邦东查姆帕兰县的一个城镇。总人口41347（2001年）。

## 人口
该地2001年总人口41347人，其中男性22284人，女性19063人；0—6岁人口7373人，其中男3863人，女3510人；识字率57.67%，其中男性为65.56%，女性为48.44%。